# Richard Dorfmeister
Richard Dorfmeister (né en 1968) est un producteur et disc jockey autrichien de musique électronique. 

## Biographie
Il étudie la flûte traversière et la guitare et s'intéresse à la musique électronique depuis 1986. En 1993, il forme avec Peter Kruder la formation Kruder und Dorfmeister et, l'année suivante, le label discographique G-Stone Recordings. Depuis 1994, Dorfmeister collabore également avec Rupert Huber sous le nom de Tosca. Au milieu des années 2000, il collabore avec le tandem de DJ Madrid de los Austrias. Outre G-Stone, il mixe des albums pour les labels Studio K7 et Different Drummer (A Different Drummer Selection (A Decade in Dub '92-'02), 2003) ainsi que Solid Steel Radio Show de Ninja Tune.Ilcollabore également en 2000 sur l'album Suzuki de Tosca.

## Distinctions
- Décoration d'honneur de la province de Vienne, en 2003 et 2017[2],[3]